# Лёрсфельд (замок)
Лёрсфельд (нем. Schloss Loersfeld) — замок на воде в городе Керпен в районе Рейн-Эрфт земле Северный Рейн-Вестфалия, Германия. Резиденция построена в XV веке и с 1819 года принадлежит баронам фон Фюрстенберг.

## История

### Ранний период
В документах 1262 года впервые упоминается усадьба Лёрсфельд, расположенная на территории нынешнего заповедника Лёрсфельд Буш и Парриг (Керпенский природный парк). Владельцами этих земель названы рыцарь Эберхард фон Белл и его жена Хильдегунда. В документе также прописано, что в Лёрсфельд находиться обширная ферма площадью около 30 гектаров, а соседние земли принадлежат Боттенбройхскому аббатству. С тех пор Лёрсфельд был частью графства Керпен (Ломмерсум). 
В XIV веке Лёрсфельд перешёл во владение семьи фон Мероде. Позднее через брак владение стало собственностью семьи фон Хорн (через приданое). Род фон Хорн добавил впоследствии к основной фамилии дополнение фон Лёрсфельд. 

### Строительство резиденции
В 1435 году владельцем имения стал Генрих Шпис фон Бюллесхайм цу Бодендорф. Лёрсфельд оставался во владении семьи фон Бюллесхайм в течение следующих 140 лет. В этот период территория стала частью герцогства Юлих-Берг. В это же время здесь и появилась нынешняя резиденция. 
В 1559 году Лёрсфельд был продан семье фон Эйнаттен, которая владела им 86 лет. 
В 1665 году замок был продан Дитриху фон Лееру. 

### Новое время

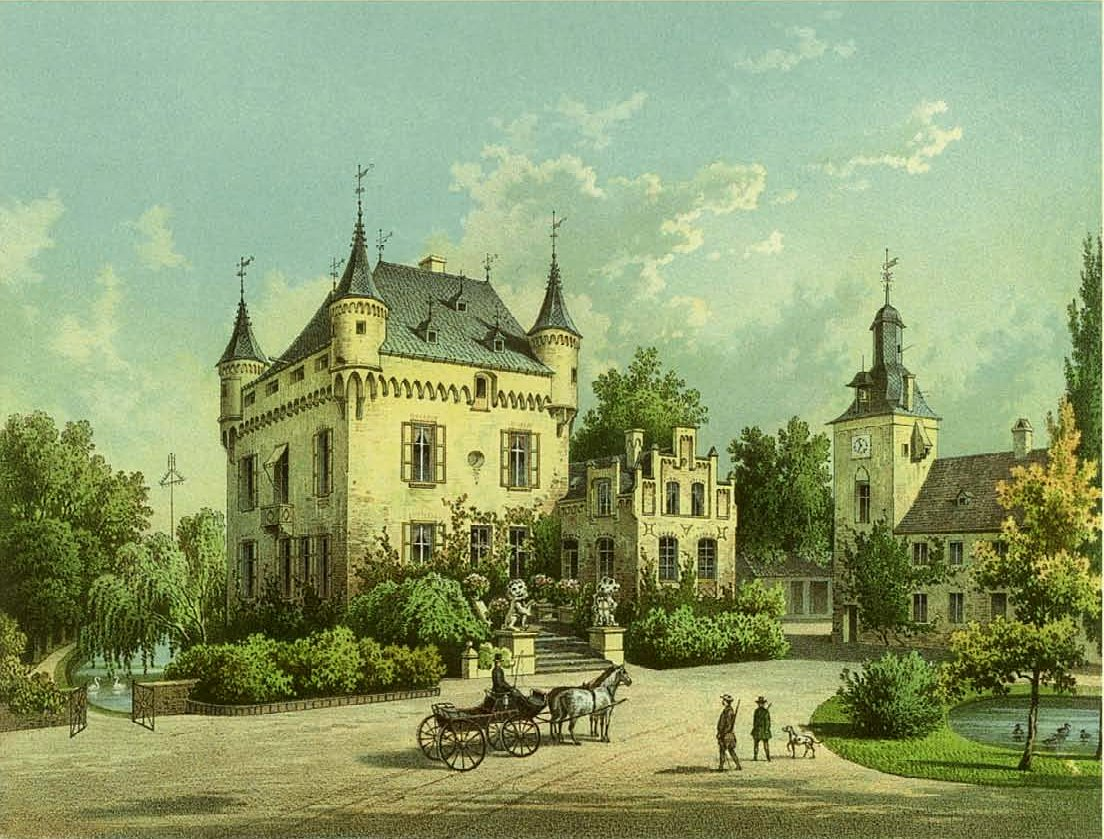
Замок на картине 1860 года

Около 1770 года резиденцию купил Каспар Вильгельм фон Хамм, богатый торговец из Кёльна. Современный форбург (постройки которого предназначались не для фортификационных нужд, а для хозяйственных) был создан в 1771 году вместо прежних сооружений. 
У фон Хамма была дочь Анна Катарина. В качестве приданого замок перешёл в собственность её мужа Георга Альберта Райнекера в 1795 году (после смерти супруги). Этот человек в конце концов продал имение со всеми зданиями, фермами и замком барону Фридриху Леопольду фон Фюрстенберг цу Хендринген. Купчая была оформлена 5 июня 1819 года в Вестфальской земельной палате. 
Шестой сын барона Франц Адольф Йозеф, родившийся 28 июня 1805 года, стал первым в роду фон Фюрстенберг, кто сделал Лёрсфельд своей личной резиденцией. В дополнение к обширным строительным работам в 1840 и 1865 годах он также разбил рядом на десяти гектарах обширный парк в английском ландшафтном стиле. До самой смерти 14 февраля 1880 Франц Адольф оставался в должности королевского камергера и управляющим королевским дворцом Бенрат. От Франца Адольфа замок Лёрсфельд перешёл в собственность его племянника Фридриха Леопольда II фон Фюрстенберг (линия Борбек-Хугенпоет). А после смерти Фридриха Леопольда II в 1901 году Лёрсфельд унаследовал его сын Клеменс (родившийся в замке Борбек) с супругой Терезой, урождённой графиней фон Корф. 

### XX век
Тереза проживала в Лёрсфельд до самой смерти. А вот её единственный сын Клеменс Август неожиданно отказался от своего наследства в 1938 году. Поэтому Лёрсфельд  в 1941 году перешёл во владение его родственников по линии фон Фюрстенберг-Хугенпоет. Долгие годы резиденцией владел барон Максимилиан фон Фюрстенберг-Хугенпоет. До 1954 года здесь проживали члены его семьи. 
В 1960 году Лёрсфельд был сдан в аренду семье Беллефонтен. Через некоторое время в замке открылся элитный ресторан. С 1992 года им управляет Томас Беллефонтен. В 1999 году ресторан был удостоен звезды в знаменитом путеводителе Мишлен. 

## Описание
Замок Лёрсфельд расположен в центре очень ухоженного ландшафтного парка площадью 10 гектаров. Комплекс считается одним из самых красивых замковых комплексов Германии.

## Галерея

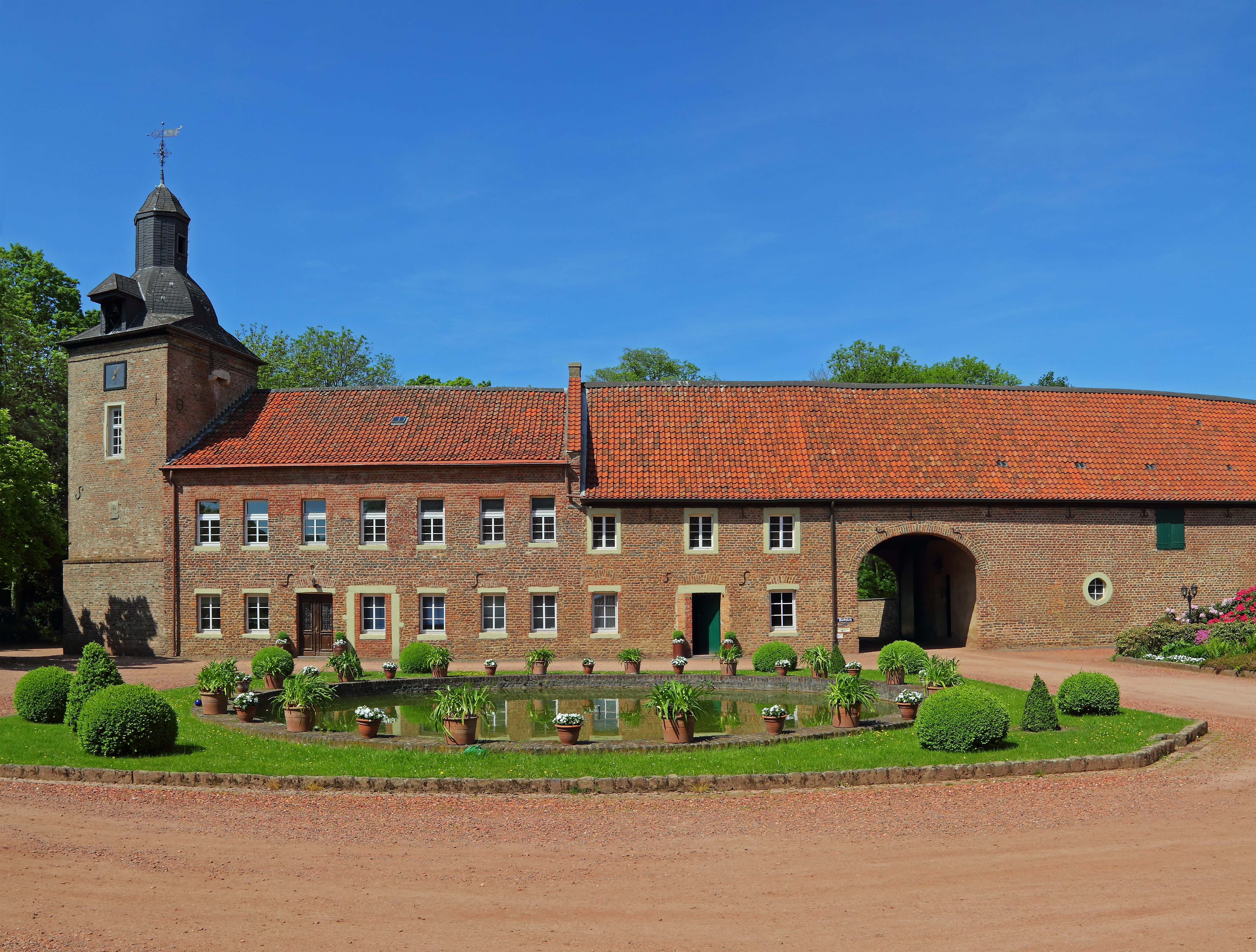
Форбург замка Лёрсфельд
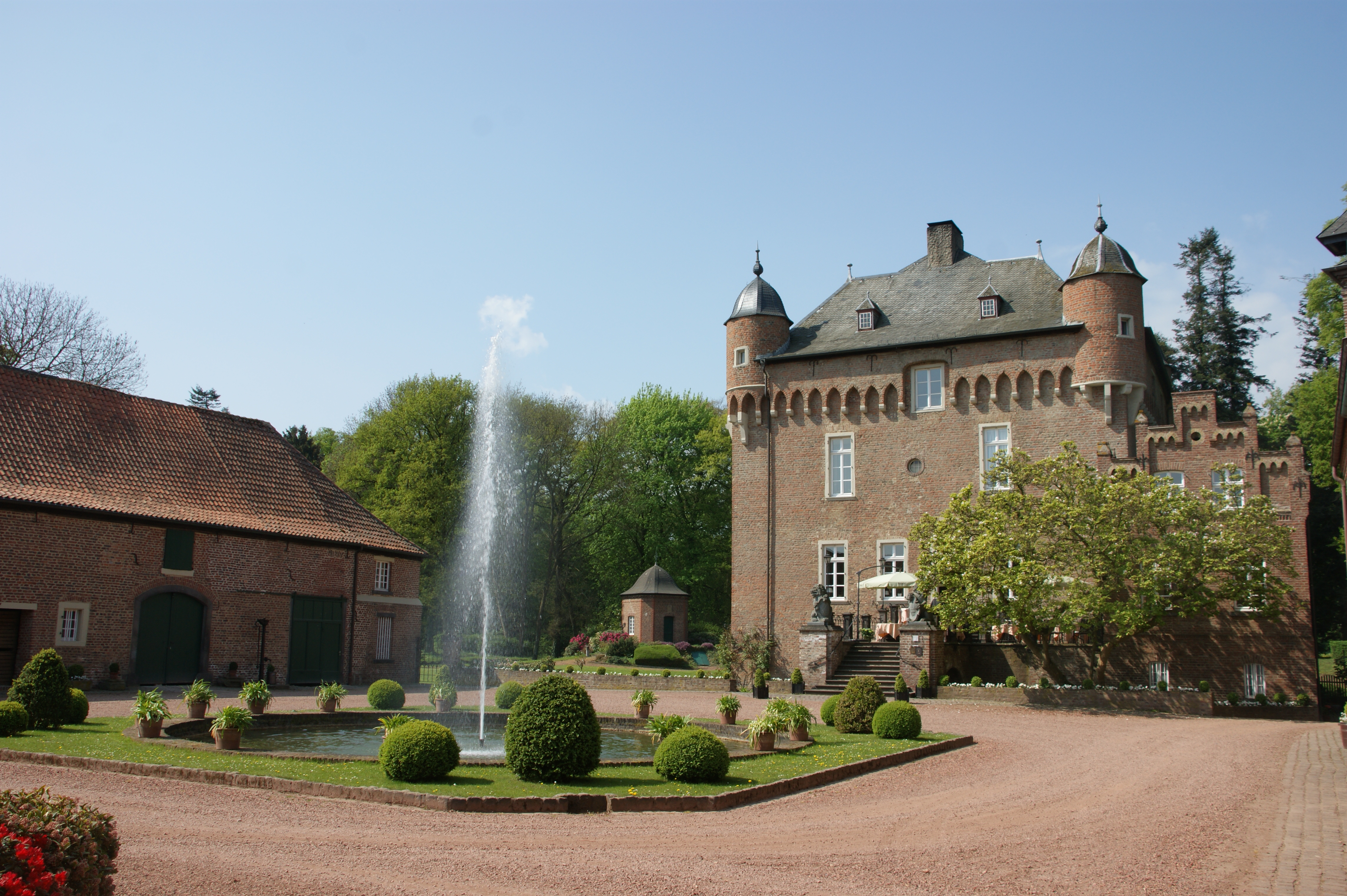
Внутренний двор резиденции
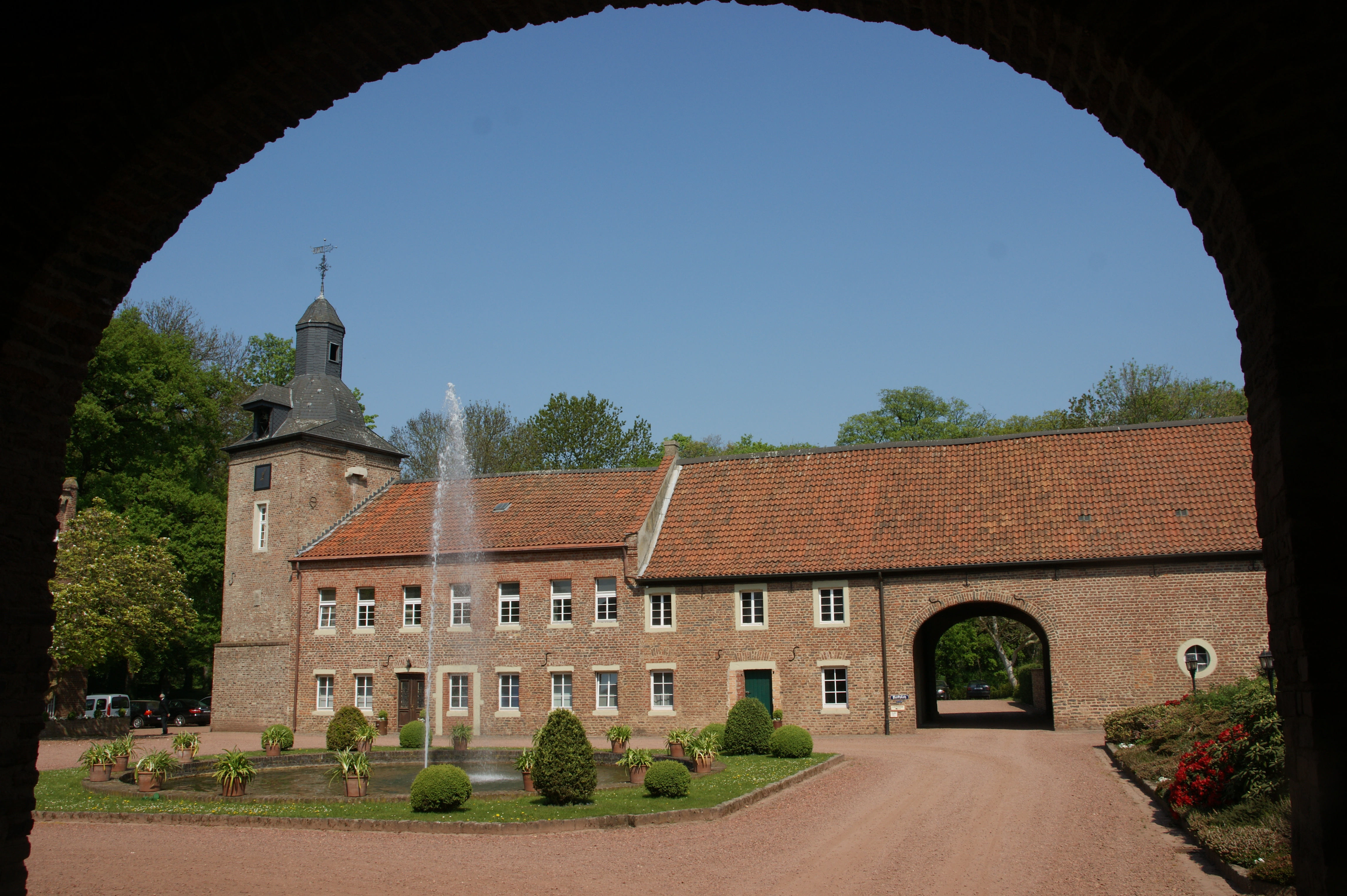
Главные ворота замка
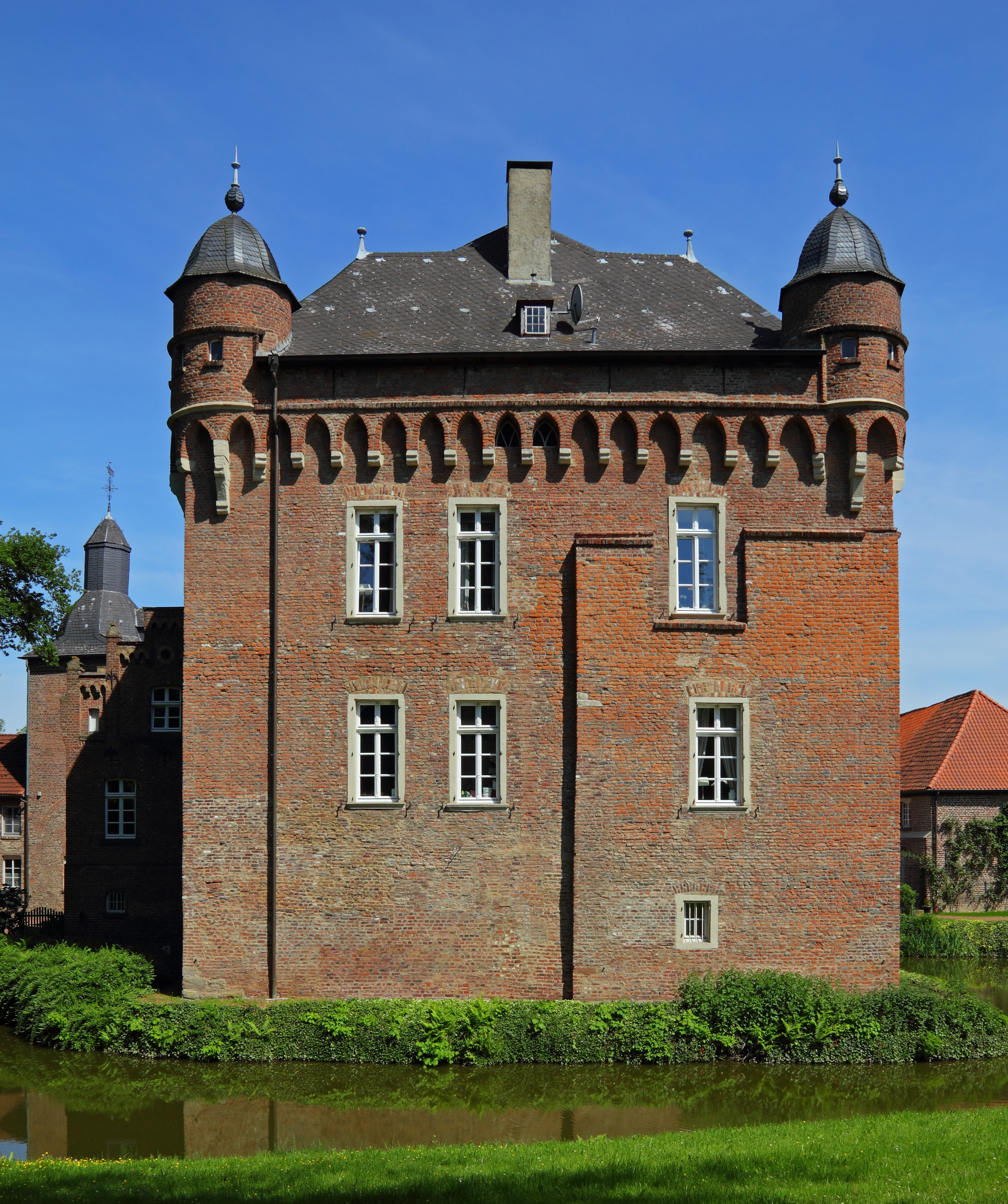
Боковой фасад резиденции